# Ivan Alekseevič Dolgorukov
Principe Ivan Alekseevič Dolgorukov, in russo Иван Алексеевич Долгоруков? (Varsavia, 1708 – Novgorod, 19 novembre 1739), è stato un ufficiale e principe russo.
Intimo amico dello zar Pietro II, tramò per far succedere illegalmente al trono sua sorella (che aveva prontamente fatto fidanzare con il giovane zar). Scoperto, venne condannato a morte per tradimento dal legittimo successore al trono, la zarina Anna I di Russia.

## Biografia
Era il primogenito di Aleksej Grigor'evič Dolgorukov (?-1734), favorito di Pietro II, e di sua moglie, Praskov'ja Jur'evna Chilkova (1682-1720). Visse a Varsavia con il nonno, Grigorij Fëdorovič Dolgorukov. Nel 1723 si recò in Russia.
Iniziò il proprio servizio militare per il granduca Pietro (futuro Pietro II) nel 1725, ed in seguito ne divenne amico fidato, al punto che già dal 1728 venne promosso suo cameriere personale. Nel 1730 venne promosso al grado di generale. Alla vigilia della morte di Pietro II, prese parte all'ascesa di Anna I. Attraverso il decreto del 20 aprile 1730, insieme alla famiglia e alla sua giovane moglie, fu esiliato a Berëzovo. Nel 1729 aveva ricevuto il predicato di illustrissimo, malgrado la sua giovanissima età.
Approfittando del suo ruolo predominante sul giovane zar Pietro II (che aveva appena quattordici anni), colse l'occasione per fidanzare sua sorella Ekaterina Alekseevna Dolgorukova col giovane sovrano nel 1729, facendo esiliare Aleksandr Menshikov che gli si era opposto. Così facendo, la famiglia Dolgoruky si trovò quindi in condizioni privilegiate e con un notevole potere tra le mani.
James FitzJames, II duca di Berwick, che conosceva personalmente Dolgorukov, disse di lui:
(dalle memorie del duca di Berwick)
Alla vigilia della morte di Pietro II (che soffriva di vaiolo), il principe Dolgorouki prese parte attiva (così come altri membri della sua famiglia) alla stesura di un falso testamento che imitava la firma del giovane imperatore. Secondo questo documento, l'imperatore avrebbe preferito per la successione al trono la sua promessa sposa, anziché la cugina Anna, figlia di Ivan V di Russia. Quando infine Anna I salì al trono russo, tra i suoi primi atti vi furono l'invio in esilio (20 aprile 1730) del giovane principe e di sua moglie, la contessa Natal'ja, a Beriozov, in Siberia. Nel 1737, giunse a corte una delazione secondo la quale il giovane principe conduceva anche in esilio una vita di gran lusso e di libertinaggio, irridendo pubblicamente la zarina e Ernst Johann Biron, suo favorito. Il principe venne quindi nuovamente arrestato ed esiliato dapprima come prigioniero nella fortezza di Tobol'sk, sempre in Siberia, poi nel castello di Schlüsselburg ed infine nella fortezza di Novgorod.
Con l'accusa di tradimento, l'8 novembre 1739 fu giustiziato (sulla ruota), insieme a due zii, Sergej e Ivan Grigor'evič Dolgorukov, e un cugino, il principe Vasilij Lukič Dolgorukov (condannato invece alla decapitazione). Durante il supplizio, secondo le testimonianze dei contemporanei, non un solo un grido uscì dalle labbra di Dolgorukov, fatto che impressionò molto i presenti. I corpi dei condannati vennero quindi sepolti nel cimitero della Natività, a tre chilometri da Novgorod, sulle rive del fiume Maly Volkhovets.

## Matrimonio
Sposò Natal'ja Borisovič Šeremetev (1714-1771), figlia del generale Boris Petrovič Šeremetev. Ebbero due figli:
- Michail Ivanovič (1731-1794), sposò in prime nozze Anna Michajlovna Golicyna e in seconde nozze Anna Nikolaevna Stroganova; fu padre di Ivan Michajlovič Dolgorukov;
- Dmitrij Ivanovič (1737-1769), impazzì per un infelice amore giovanile e morì in una totale oscurità nel monastero Florovsky di Kiev, due anni prima della morte di sua madre nello stesso monastero.